# 참엔지니어링
참엔지니어링 주식회사(Charm Engineering Co. Ltd.)는 대한민국의 디스플레이 패널 제작 시 발생하는 결함을 레이저로 수리하는 장비 제조 기업이다. 본사는 경기도 용인시 처인구 남사면 형제로 5에 위치해 있으며 대표이사는 이경희이다.

## 제품
주요 제품으로는 LCD, OLED, QD-OLED, 마이크로 LED 디스플레이 패널 제작 시 결함을 수리하는 레이저 리페어 장비가 있다.

## 고객사
삼성디스플레이와 LG디스플레이

## 역사
2025년 결손보전을 통한 재무구조 개선을 위해 80% 무상감자를 하였다.

## 같이 보기
- 에이치비홀딩스
- OLED

## 참고문헌
1. ↑  참엔지니어링, 7년만에 새주인 맞는다 탑데일리 2022-02-18
2. ↑  윤종호, 참엔지니어링, 유상증자 통해 최대주주 변경... 주가 ‘상한가’, 조세일보,  2023.10.23
3. ↑  정용현, 참엔지니어링 상한가, LG디스플레이의 AI 도입 소식에 공급사 지위 부각, 와이드데일리, 2024.12.18
4. ↑  참엔지니어링, 결손보전 위해 80% 무상감자 결정 디지털투데이 2025.03.11